# Бобовище (Тверская область)
Бобовище — опустевшая деревня в Пеновском районе Тверской области.

## География
Находится в западной части Тверской области на расстоянии приблизительно 18 км на север-северо-запад по прямой от районного центра поселка Пено.

## История
Деревня была показана уже только на карте 1980 года. До 2020 года входила в Чайкинское сельское поселение (Тверская область) Пеновского района до их упразднения.

## Население
Численность населения не была учтена как в 2002 году, так и в 2010.